# Phylloscopus goodsoni
A Phylloscopus goodsoni a verébalakúak (Passeriformes) rendjébe, ezen belül a füzikefélék (Phylloscopidae) családjába és a Phylloscopus nembe tartozó faj. Korábban a Phylloscopus reguloides alfajának tekintették. 10-12 centiméter hosszú. Délkelet-Kína nedves erdőiben költ, Hongkong és Hajnan szigetein telel. Többnyire rovarokkal táplálkozik.

## Alfajai
- P. g. goodsoni (Hartert, 1910) – költési területe délkelet-Kína, Hongkong és Hajnan szigetein telel;
- P. g. fokiensis (Hartert, 1917) – költési területe délkelet-Kína, dél-Kínában telel.

## Fordítás
- Ez a szócikk részben vagy egészben  a   Hartert's leaf warbler című angol Wikipédia-szócikk fordításán alapul.  Az eredeti cikk szerkesztőit annak laptörténete sorolja fel. Ez a jelzés csupán a megfogalmazás eredetét és a szerzői jogokat jelzi, nem szolgál a cikkben szereplő információk forrásmegjelöléseként.